# Sonata Arctica
Sonata Arctica so power metal skupina iz Finske, nastala leta 1996 v mestu Kemi.
15.11.2008 so prvič nastopili v Sloveniji (Maribor, Štuk).

## Zasedba
Trenutna zasedba
- Tommy Portimo (Drums)
- Pasi Kauppineno (Bass)
- Tony Kakko (Vocals & Keyboards)
- Elias Viljanen (Guitars)
- Henrik Klingenberg (Keyboards)

## Diskografija
- Songs Of Silence (1998)
- Ecliptica (1999)
- Silence (2001)
- Winterheart's Guild (2003)
- Reckoning Night (2004)
- The End Of This Chapter (2005)
- For The Sake Of Revenge (2006)
- Unia (2007)
- The Days of Grays (2009)
- Stones Grow Her Name (2012)
- Pariah's Child (2014)
- The Ninth Hour (2016)
- Talviyö (2019)
- Acoustic Adventures – Volume 1  (2022)
- Acoustic Adventures - Volume 2  (2022)
- Clear Cold Beyond (2024)